# Chi-Raq
Pour les articles ayant des titres homophones, voir Chirac et Shirak.
Pour plus de détails, voir Fiche technique et Distribution.
Chi-Raq est un film américain réalisé par Spike Lee et sorti en 2015. Il s'agit du premier film produit par Amazon Studios.

## Synopsis
Après la mort d'un enfant tué par une « balle perdue », un groupe de femmes mené par Lysistrata s'organise contre la violence dans les quartiers de South Side à Chicago.

## Fiche technique
Sauf indication contraire, les informations mentionnées dans cette section peuvent être confirmées par la base de données cinématographiques IMDb,  présente dans la section « Liens externes ».
- Titre original : Chi-Raq
- Réalisation : Spike Lee
- Scénario : Spike Lee et Kevin Willmott, d'après la pièce de théâtre Lysistrata d'Aristophane
- Musique : Terence Blanchard
- Direction artistique : David Meyer
- Décors : Alex DiGerlando
- Costumes : Ruth E. Carter
- Photographie : Matthew Libatique
- Montage : Ryan Denmark et Hye Mee Na
- Production : Spike Lee

Producteurs délégués : Jon Kilik et Kevin Willmott
Producteur exécutif : Jason Sokoloff
- Sociétés de production : 40 Acres & A Mule Filmworks et Amazon Studios
- Société de distribution : Amazon Studios (États-Unis)
- Pays de production :  États-Unis
- Langue originale : anglais
- Format : couleur - 2.35:1 - son Dolby Digital
- Genre : comédie dramatique et film musical
- Durée : 118 minutes
- Dates de sortie[2] :
  - États-Unis : 4 décembre 2015 (sortie limitée)

## Distribution
- Nick Cannon : Demetrius « Chi-Raq » Dupree
- Teyonah Parris : Lysistrata
- Samuel L. Jackson : Dolmedes
- John Cusack : le pasteur Michael Pfleger
- Wesley Snipes : Sean « Cyclops » Andrews
- Angela Bassett : Helen Worthy
- Jennifer Hudson : Irene
- Dave Chappelle : Morris
- La La Anthony : Hecuba
- D. B. Sweeney : le maire McCloud
- Harry Lennix : commissaire Blades
- Felicia Pearson : Dania
- Steve Harris : Ole Duke
- Michelle Mitchenor : Indigo

## Production

### Genèse et développement
Le film est une adaptation moderne et musicale de la comédie grecque antique Lysistrata écrite en 411 av. J.-C. par Aristophane.

### Attribution des rôles
Spike Lee retrouve ici plusieurs acteurs avec lesquels il a tourné précédemment. Il avait dirigé Samuel L. Jackson dans School Daze (1988), Do the Right Thing (1989), Mo' Better Blues, Jungle Fever (1991) et Old Boy (2013). Angela Bassett avait quant à elle joué dans Malcolm X. Wesley Snipes a joué dans Mo' Better Blues et Jungle Fever.
Le rappeur Kanye West, originaire de Chicago, devait faire partie du film, mais il a dû y renoncer en raison de son emploi du temps. Il devait également être impliqué sur la bande originale.

### Tournage
Le tournage débute en mai 2015 et a lieu à Chicago,.

## Bande originale
De nombreux artistes rap et R'n'B, principalement originaires de Chicago ou de l'Illinois, participent à la bande originale du film.
Liste des titres
1. Nick Cannon – Pray 4 My City
2. R. Kelly feat. Tink – Put The Guns Down
3. Mali Music feat. Jhené Aiko – Contradiction
4. Bruce Hornsby & the Noisemakers feat. Eryn Allen Kane & Sasha Go Hard – Born In Chicago
5. Mali Music – Sit Down For Thi
6. Sam Dew – Desperately
7. Treasure Davis feat. Kid Ink – Simple
8. Kymm Lewis – I Want To Live
9. Nick Cannon – My City
10. Kevon Carter – WGDB
11. Sophia Byrd – I See The Light
12. Cinque Cullar – All Power
13. Jennifer Hudson – I Run

## Controverse
Lorsque le projet est annoncé, le titre Chi-Raq provoque des réactions diverses. Ce terme est un mot-valise, contraction de « Chicago » et « Iraq », aurait été inventé par des rappeurs locaux pour désigner une zone du sud de la ville meurtrie par la violence des armes à feu. Plusieurs hommes politiques dénoncent cette expression qui donne selon eux une vision négative de la ville. Le maire démocrate Rahm Emanuel est lui aussi opposé au titre du film et rappelle que la ville a son mot à dire à la suite d'une réduction fiscale de 3 millions de dollars accordée à la production du film. Pour calmer les esprits, le réalisateur publie le 28 mai 2015 sur son compte Instagram une image du clap avec le mot « Peace ». Certaines personnes soutiennent par ailleurs Spike Lee, dont le pasteur Michael Pfleger, incarné par John Cusack dans le film.
Le rappeur Chance the Rapper a ouvertement critiqué le film. Sur son compte Twitter, il déclare : « Permettez-moi d'être la personne de Chicago qui vous dit personnellement que nous autres ne soutenons pas ce film ». Il réitère cette critique dans le morceau Ultralight Beam issu de l'album The Life of Pablo de Kanye West : « Ugh, cause they'll flip the script on you ass like Wesley and Spike ». Il explique son rejet pour ce film lors d'une interview donnée à la radio de Chicago WGCI : « Nous ne mourons pas à cause de deux chefs de gang. Nous mourons parce que nous souffrons tous de syndrome post-traumatique. Quand tu te balades et que tu sens que les gens cherchent à te tuer, tu tires quand tu prends peur. J'ai l'impression qu'il [Spike Lee] n'a pas compris ça. J'ai l'impression qu'il pense qu'on tire à cause des gangs, ou à cause d'une menace sur notre ego d'hommes si on ne se bat pas. Mais ça, ce n'est qu'une petite partie du problème ». En somme, Chance the Rapper estime que le film est trop réducteur quant aux réelles causes du problème des fusillades à Chicago.